# Piptocoma areolata
Piptocoma areolata là một loài thực vật có hoa trong họ Cúc. Loài này được (Wurdack) Pruski miêu tả khoa học đầu tiên năm 1996.